# عملية بيت المقدس
كانت عملية بيت المقدس (القدس) عملية إيرانية جرى القيام بها أثناء الحرب العراقية الإيرانية. وكانت العملية ناجحة، إذ حققت هدفها الدائم المتمثل في تحرير خرمشهر ودفع القوات العراقية إلى الحدود. ونجحت هذه العملية، بالإضافة إلى عملية طريق القدس، و‌عملية الفتح المبين، في طرد القوات العراقية من جنوب إيران، وأعطت إيران الزخم اللازم.

## مقدمة
في 22 سبتمبر 1980، أعلن الرئيس العراقي صدام حسين الحرب على إيران، بسبب رغبته في أن يكون للعراق سيطرة كاملة على الممر المائي لشط العرب (أو نهر أروندرود)، وشن هجوما بريا على جنوب إيران، على الرغم من وقوع عمليات في أماكن أخرى على الحدود بين إيران والعراق. وبعد تحقيق نجاحات بسبب الفوضى العسكرية والسياسية التي أعقبت الثورة في إيران، أمر صدام حسين بأن تقوم القوات العراقية «بالتسلل» على الخط الأمامي. وأعرب عن أمله في أن يظهر ذلك للعالم أنه يهتم بمصير الشعب الإيراني، وأنه لا يهتم إلا بتحقيق هدفه المتمثل في تأمين الممر المائي لشط العرب بأكمله، الذي كان موضع نزاع منذ إبرام اتفاق الجزائر في عام 1975. غير أنه منذ الثورة الإسلامية الإيرانية في عام 1979، رأى العراق أن من الضروري أن يتحمل ما كان يريده من خلال القوة، بالنظر إلى أن المحاولات السابقة الرامية إلى إقناع الحكومة الإيرانية الثورية بالتفاوض على تسوية جديدة باءت ب الفشل.
وعندما استقرت القوات العراقية، يخطط الإيرانيون سلسلة من العمليات الرامية إلى طرد العراقيين من جنوب إيران، التي كانت عملية طريق القدس منها.

## المعركة
هاجم الإيرانيون، وكان هناك حوالي 70,000 جندي في منطقة الأهواز-سوسنغرد. وانسحبت القوات العراقية في المنطقة، وعززت دفاعاتها في خرمشهر.
وشن العراقيون هجوما مضادا في 20 مايو. ومع ذلك، استطاع الجانب الإيراني، على الرغم من حجمه، أن يصد الهجوم.
وفي 24 مايو، قام الإيرانيون بتحرير خرمشهر؛ وهي المدينة الإيرانية ذات الأهمية البالغة من الناحية الاستراتيجية والرمزية التي كان احتجازها من قبل العراق هو المكان المنخفض للثروات الإيرانية في الأيام الأولى من الحرب.
وأُمر العراقيون بالانسحاب، على الرغم من أن كثيرين قد فعلوا ذلك عند ما سقطت خرمشار، إلى العراق. واستولى الإيرانيون على 15,000–19,000 جنديا عراقيا وكمية كبيرة من العتاد العسكري العراقي في خرمشهر.
وحاول قائد القوات العراقية في المدينة، العقيد أحمد زيدان، الفرار، ولكنه كان عالقا في حقل ألغام كان قد أنشئ في السابق بأمر منه، وقتل عندما داس على لغم.

## الوحدات
كانت الوحدات الإيرانية المشاركة في العملية على النحو التالي: وكانت كل كتيبة من كتائب فيلق الحرس الثوري تتألف من 300 من متطوعي الباسيج في معظمها، بينما كانت كل كتيبة من كتائب الجيش في حدود 2.5 مرة تقريبا. ومع ذلك، كان عدد الكتائب في كل لواء من كتائب الحرس الثوري الشعبي أكبر من عدد الكتائب في الجيش.
المقر المركزي لكربلاء
بقيادة محسن رضائي (قائد فيلق الحرس الثوري) والعقيد علي صياد شيرازي (قائد الجيش)
- مقر الفتح
بقيادة غلام علي رشيد والعقيد مسعود منفرد نياكي
  - حرس الثورة الإسلامية:
    - فرقة الفتح الثالثة
      - كتيبة الإمام الحسين الـ14 (الفتح الأولى)
بقيادة حسين خرازي
        - 7 كتائب مشاة

      - كتيبة النجف الأشرف (الفتح الثالثة)
بقيادة أحمد كاظمي
        - 7 كتائب مشاة

      - كتيبة كربلاء السادسة (الفتح الرابعة)
بقيادة مرتضى قرباني
        - 7 كتائب مشاة

كتيبتين من اللواء المدرع الـ30
- - الجيش:
    - الفرقة الـ92 في خوزستان
      - اللواء الأول (الفتح الأولى)
      - اللواء الثاني (الفتح الثانية) (قوات دعم)
      - اللواء الثالث (الفتح الثالثة)
      - اللواء المدرع الـ37 في شيراز (الفتح الرابعة)
      - اللواء المحمول جوا الـ55 في شيراز (الفتح الرابعة)
      - الكتيبة الـ151 (فتح الرابعة)
      - 8 كتائب من كتائب المدفعية

  - الهندسة القتالية (بقيادة العقيد جلال رجبي راد): 85 من المركبات الهندسية بصورة عامة (45 من جهاد البناء، و22 من الحرس الثوري، و18 من الجيش)
- مقر نصر
بقيادة حسن باقري والعقيد حسين حسني سعدي
  - حرس الثورة الإسلامية:
    - فرقة النصر الخامسة
      - لواء ولي العصر السابع (النصر الأولى)
بقيادة عبد المحمد رؤوفي نجاد
      - لواء محمد رسول الله الـ27
بقيادة أحمد متوسليان
      - لواء فجر الـ46 (النصر الثالثة)
      - لواء بدر الـ22 (النصر الخامسة)

    - كتيبة واحدة من اللواء المدرع 30

  - الجيش:
    - فرقة حمزة الـ21 للمشاة في أذربيجان
      - اللواء الأول (النصر الأولى)
      - اللواء الثاني (النصر الثانية)
      - اللواء الثالث (النصر الثالثة)
      - اللواء الرابع (النصر الرابعة)

    - اللواء الـ23 من القوات الخاصة التابعة للجيش (نوهد) (قوات دعم)
    - 6 كتائب من كتائب المدفعية

  - الهندسة القتالية: 48 من المركبات الهندسية بصورة عامة (27 من جهاد البناء، و18 من الحرس الثوري، و 3 من الجيش)
- مقر القدس
بقيادة أحمد غلامبور والعقيد سيروس لطفي
  - الحرس الثوري:
    - فرقة القدس الأولى
      - لواء عاشوراء الـ31 (القدس الأولى)
بقيادة مهدي باكري
        - 7 كتائب مشاة

      - لواء الإمام الرضا الـ21 (القدس الثانية)
        - 8 كتائب مشاة

      - لواء النور الـ37 (القدس الثالثة)
بقيادة علي هاشمي
        - 8 كتائب مشاة

      - لواء ثأر الله الـ41 (القدس الرابعة)
يقوده قاسم سليماني
        - 7 كتائب مشاة

      - لواء بيت المقدس الـ43 (القدس الخامسة)
        - 8 كتائب مشاة

    - كتيبة دبابات من اللواء المدرع 30

  - الجيش:
    - الفرقة المدرعة الـ16 في قزوين
      - اللواء الأول (القدس الأولى)
        - كتيبتي دبابات، وكتيبتان آليتان

      - اللواء الثاني (القدس الثانية)
        - كتيبتي دبابات، وكتيبتان آليتان

      - اللواء الثالث (القدس الثالثة)
        - كتيبتي دبابات، وكتيبة آلية

    - لواء ذو الفقار للمغاوير الـ58 في شهرود (القدس الرابعة)
      - 4 كتائب مشاة، وكتيبة دبابات

    - كتيبة الدبابات الـ254 (القدس الخامسة)
      - سرية واحدة

    - 6 كتائب من كتائب المدفعية

  - الهندسة القتالية: 59 من المركبات الهندسية بصورة عامة (23 من جهاد البناء، و22 من الحرس الثوري، و14 من الجيش)
- مقر الفجر (قوات دعم)
  - الحرس الثوري:
    - لواء علي بن أبي طالب الـ17
    - لواء المهدي الـ33
    - لواء الإمام السجاد الـ35

  - الجيش:
    - الفرقة الخامسة للمشاة في خراسان
    - اللواء الثالث

وكانت وحدات المهندسين القتالية المعنية كما يلي:
- الجيش: 63 من المركبات الهندسية بصفة عامة
  - كتيبة المهندسين القتالية التابعة للفرقة الـ21
  - كتيبة المهندسين القتالية التابعة للفرقة الـ92
  - كتيبة المهندسين القتالية التابعة للفرقة الـ16
  - فريق المهندسين القتالي الـ411 في بروجرد
    - فريق الجسر العائم الـ422 في دغاغلة، الأهواز

  - كتيبة الجسر العائم الـ411
  - كتيبة المهندسين القتالية الـ414
    - سرية ظفر
- فيلق الحرس الثوري: 60 من المركبات الهندسية بوجه عام
- جهاد البناء: 100 من المركبات الهندسية بوجه عام

وشملت القوات الأخرى ما يلي:
- القوة الجوية التابعة لجمهورية إيران الإسلامية: قامت القوات الجوية التابعة لجمهورية إيران الإسلامية بتنفيذ 2,161 طلعة بوجه عام. تم القيام بمهام الدعم الجوي باستخدام قاعدتان لقذائف أرض-أرض إلى جانب طائرة مقاتلة نفاثة طراز F-4 فانتوم الثانية وF-14 تومكات. تم تسيير 20 طلعة جوية في اليوم الأول و6 طلعات جوية في أيام أخرى كدعم جوي مباشر. تم تخصيص 3 قواعد جوية للقيام بمهام الإجلاء الطبي، بواقع 12–20 طلعة جوية في اليوم:
- الطيران الحربي التابع لجيش جمهورية إيران الإسلامية (هوانيروز): تم إشراك 96 طائرة هليكوبتر، من بينها (تختلف المصادر بشأن الأعداد) ما يلي: 24–26 طائرة من طراز Bell AH-1J، و22–32 طائرة من طراز Bell 214، و6–16 طائرة من طراز بوينغ CH-47C، و16–32 طائرة هليكوبتر من طراز Bell 206:
- وحدات المغاوير التابعة للقوات البحرية لجمهورية إيران الإسلامية
- قوة الدفاع الجوي التابعة لجمهورية إيران الإسلامية

### العراق
وكانت الوحدات العراقية المشاركة في العملية على النحو التالي:
- الفرقة المدرعة الثالثة
بقيادة العميد جواد أسعد [8]
  - اللواء المدرع السادس
  - اللواء المدرع الـ12
بقيادة محسن عبد الجليل 
  - اللواء المدرع الـ35
  - اللواء الميكانيكي الثامن
- الفرقة المدرعة السادسة
  - اللواء المدرع الـ16
  - اللواء المدرع الـ30
  - اللواء الميكانيكي الـ25
- الفرقة المدرعة السابعة
- الفرقة المدرعة التاسعة
  - اللواء المدرع الـ35
  - اللواء المدرع الـ43
  - اللواء الميكانيكي الـ14
- الفرقة المدرعة الـ12
  - اللواء المدرع الـ37
  - اللواء الميكانيكي الـ46
- الفرقة المدرعة الـ10
  - اللواء المدرع الـ17
  - اللواء الميكانيكي الـ24
- الفرقة الميكانيكية الخامسة
  - اللواء المدرع الـ26
  - اللواء المدرع الـ55
  - اللواء الميكانيكي الـ15
  - اللواء الميكانيكي الـ20
- الفرقة الـ11 للمشاة
  - لواء المشاة الـ44
  - لواء المشاة الـ48
  - لواء المشاة الـ49
  - لواء المشاة الـ22
  - لواء المشاة الـ45
  - لواء المشاة الـ113
- الفرقة السابعة للمشاة (الفيلق الأول)
  - لواء المشاة الـ19
  - لواء المشاة الـ39
- الفرقة الـ15 للمشاة
- اللواء المدرع المستقل الـ10
- ألوية القوات الخاصة 31 و32 و33 و416 و417 و601 و602 و603 و119
- الحرس الجمهوري
  - اللواء المدرع الـ10
- ألوية المشاة المستقلة 109 و419 و416 و90 و417 و601 و602 و605 و606 و409 و238 و501
- ألوية حرس الحدود 9 و10 و20 و113
- لواء القوات الخاصة الـ33
- ثلاثون سرية مغاوير
- الجيش الشعبي
  - 10 كتائب (قاطع)، و450 مقاتل لكل منها
- كتيبة دبابات مستقلة تابعة لسيف سعد
- كتائب حطين، صلاح الدين وحنين الاستطلاعية
- ثلاثون كتيبة مدفعية
- القوات الجوية العراقية
- سلاح الطيران للجيش العراقي

## المَعلم حاليًا
بعد إنتهاء الحرب بين البلدين، تحولت ساحة المعركة إلى معلم سياحي يضمّ عدد من الدبابات العراقية المتفجرة، والمدافع المدمرة، كما يمكنكّ الإطلاع على خنادق الجيش العراقي و الجيش الإيراني وبعضًا من الآليات المدمرة والصواريخ والهاونات وغيرها من الأدوات المستعملة في الحرب، فضلاً عن وجود مقبرة تضم رفات عدد من الجنود الإيرانيون الذين قتلوا في المعركة ولا تُعرَف هوّياتهم (مجهولي الهوية)، يأتي عدد كبير من الزوار كل يوم إلى ساحة المعركة لزيارة قبور الجنود، والمرور على نهر الكرخة.